# Rudolf II. (Tübingen)

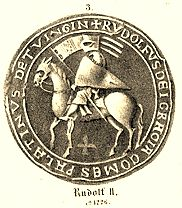
Siegel des Tübinger Pfalzgrafen Rudolf II.

Rudolf II. († 1. November 1247) war Pfalzgraf von Tübingen und Vogt von Sindelfingen.

## Familie
Er war der jüngere Sohn des Pfalzgrafen Rudolf I. von Tübingen und der Mechthild von Gießen, Erbtochter von Graf Wilhelm von Gleiberg. Er war verheiratet mit einer Tochter des Markgrafen Heinrich aus dem Hause von Ronsberg und der Udilhild von Gammertingen. Die beiden hatten folgende Kinder:
- Hugo IV. Pfalzgraf von Tübingen
- Rudolf I.  der Scheerer, Graf von Tübingen in Herrenberg († 12. Mai 1277)
- Ulrich
- Mechthild ⚭ Burkhard V. Graf von Hohenberg († 14. Juli 1253 vom Blitz erschlagen); deren Tochter Gertrud Anna (* um 1225; † 16. Februar 1281) war die Gemahlin Rudolfs I. von Habsburg.

## Leben und Wirken
Nach dem Tod seines Bruders Hugo repräsentierte Rudolf II. das pfalzgräfliche Haus. Er kommt ab 1224 in vielen kaiserlichen Urkunden als Pfalzgraf vor, während sein Bruder Wilhelm neben ihm sich bloß Graf schreibt. Rudolf II. war dem von seinen Eltern gestiftete Kloster Bebenhausen, wie aus mehreren Urkunden hervorgeht, wohlwollend gesinnt. Neben seinem Vater ist Rudolf II. der am häufigsten in kaiserlichen Urkunden vorkommende Pfalzgraf von Tübingen, und zwar in Urkunden des schon in seinem 8. Lebensjahr (1220) zum römischen König erwählten Heinrich VII., Sohns Friedrichs II., der sich vorwiegend in Italien aufhielt, während sein Sohn im Stammland Schwaben blieb, und später, nachdem er 1232 mit seinem Vater zerstritten war, alles aufbot, die schwäbischen Großen für sich zu gewinnen. Zu diesen scheint auch  Rudolf II. gehört zu haben, wenigstens kommt er, der in 10 Urkunden des Sohnes erwähnt wird, in keiner einzigen des Vaters, und auch dann noch mit dem Sohn vor, als dieser offen gegen seinen Vater auftrat. Bei dem energischen Charakter Rudolfs II. ist anzunehmen, dass er, wie andere, die vieljährige Abwesenheit des Kaisers und das Bestreben des Sohnes, die schwäbischen Großen auf seine Seite zu ziehen, zur Erweiterung seiner Macht und zur Begründung einer möglichst freien Stellung benutzt haben wird.
Pfalzgraf Rudolf II. und sein Bruder Wilhelm waren am 8. Januar 1224 bei Heinrich VII. in Worms, mit anderen Großen, dem Grafen Hartmann von Wirtemberg und einem Grafen von Dillingen, am 5. April 1227 in Oppenheim und am 1. Mai in Hagenau zusammen mit Hermann Markgrafen von Baden, Eberhard, Truchsessen von Waldburg, der sich als Vormund und Ratgeber Heinrichs VII. große Verdienste um Schwaben erworben hat. Im selben Jahr traf er Ludwig, den Herzog von Bayern und deutschen Reichsverweser und den Schenken Konrad von Winterstetten, der zugleich im Rat des jungen Fürsten saß. Am 23. Februar 1228 war er in Ulm mit den Herren zu Neuffen und dem Reichsmarschall Anselm von Justingen. Am 31. August 1228 erschien er mit dem Markgrafen von Baden, Heinrich, Grafen von Wirtemberg, einem Grafen von Dillingen, den oben genannten Räten, Konrad von Weinsperg als Zeuge in einer Urkunde, mit der Heinrich VII. die Privilegien des Klosters Adelber zu Eßlingen bestätigte, und in demselben Jahr und an demselben Ort in 4 Urkunden des Herzogs Ludwig von Bayern und Bischof Ekberts von Bamberg, unter anderem neben Hermann, Markgrafen von Baden, Ulrich und Eberhard, Grafen von Helfenstein, Eberhard und Otto, Grafen von Eberstein, Gottfried von Hohenlohe und den beiden Räten.
Er nahm an der Reichsversammlung in Worms im Frühjahr 1231 unter König Heinrich (VII.) teil, auf der unter anderem das sogenannte Statutum in favorem principum erlassen wurde. Rudolf stand dabei in der Rangordnung der Zeugenlisten an der Spitze von 8 Grafen. Am 22. November 1231 waren er und sein Bruder Wilhelm mit dem Grafen Albert von Rottenburg (Hohenberg), Ulrich von Helfenstein und Eberhard von Walpurg bei Heinrich in Ulm. Zusammen mit seinem Bruder Wilhelm besiegelte er am 31. Dezember mit Konrad, Herzog von Teck, Hermann Markgraf von Baden und anderen eine Urkunde, die Heinrich dem Kloster Neresheim zu Wimpfen ausstellen ließ. Zum letzten Mal trat er mit König Heinrich VII. am 4. Juni 1233 in Esslingen neben seinem Bruder Wilhelm auf.
Als Papst Gregor IX. 1235 die Fürsten des Reiches zu einem bewaffneten Zug ins Heilige Land aufforderte, um der bedrängten Kirche Beistand zu leisten, erging auch an Rudolf II. die Mahnung, und zwar ist er der einzige schwäbische Große, der in dem Mahnschreiben genannt ist. Ob er der Aufforderung des Papstes Folge geleistet hat, ist nicht überliefert. Der Umstand, dass er von 1235 bis 1243 nicht erwähnt wird, könnte die Annahme einer längeren Abwesenheit wahrscheinlich machen. Auffallend erscheint es auch, dass in den Geschichtsbüchern keine Nachricht darüber enthalten ist, welche Stellung Pfalzgraf Rudolf II. in dem Kampf des Königs Konrad mit dem Gegenkönig Heinrich Raspe eingenommen hat, umso mehr als Schwaben teilweise der Schauplatz desselben war. Aus der Urkunde, die der päpstliche Legat zugunsten des Klosters Bebenhausen auf Bitte Rudolfs im Lager vor Ulm am 28. Januar 1247 ausstellte, dürfte indessen hervorgehen, dass er auf der Seite des Gegenkönigs gestanden hat.